# 吴毓麟旧宅 (天津德租界)
吴毓麟旧宅是原大沽造船所所长、津浦铁路局局长，北洋政府交通总长吴毓麟在天津的故居。建于1931年，位于当时的天津德租界的威廉街（今河西区解放南路292号），该建筑目前是天津市文物保护单位和重点保护等级历史风貌建筑。

## 历史
吴毓麟于1924年退居天津开始投资实业。他最初居住位于当时的天津意租界的文森索罗西道（今河北区民主道40号）的住宅裡，后来他将该宅卖与汤玉麟，后又租住了这幢著名实业家庄乐峰于1931年建造的住宅。

## 建筑
吴毓麟旧宅建筑面积2723.78平方米，占地6亩。原有砖木结构楼房三幢，其中设有二幢北楼和一幢南楼。南楼为两层，北楼前后两幢均为三层并相互连通。其中主楼为三层砖木结构楼房，带地下室，主楼三层为屋顶间。建筑顶部为多坡瓦屋顶，在角部设有四锥形小塔楼。外立面为混水墙面，在建筑入口、窗间和檐口等处设有浮雕装饰。另外，阳台用每组五个连续圆孔造型形成护栏。在室内装饰方面，门厅内设有大理石喷泉，厅内拱顶上有人兽混合图案的彩绘。窗户上镶嵌彩色玻璃。旧宅周围有十多间房屋。北楼和南楼之间为庭院花园，有一条长廊连接。吴毓麟和续妻住一楼。儿子吴振宏、吴季光和守寡的嫂子及子女等分住二楼。

## 内部链接
- 吴毓麟旧宅 (天津意租界)